# Ski acrobatique aux Jeux olympiques de 1988
Pour des articles plus généraux, voir Ski acrobatique aux Jeux olympiques et Jeux olympiques d'hiver de 1988.
Navigation
Albertville 1992
Les épreuves de ski acrobatique aux Jeux olympiques d'hiver de 1988. Le ski acrobatique y est présenté comme sport de démonstration.

## Podiums
| Épreuve   | Or                  | Argent             | Bronze           |
| --------- | ------------------- | ------------------ | ---------------- |
| Bosses F  | Tatjana Mittermayer | Raphaëlle Monod    | Conny Kissling   |
| Bosses H  | Håkan Hansson       | Hans Engelsen Eide | Edgar Grospiron  |
| Saut F    | Melanie Palenik     | Sonja Reichart     | Carin Hernskog   |
| Saut H    | Jean-Marc Rozon     | Didier Méda        | Lloyd Langlois   |
| Acroski F | Christine Rossi     | Jan Bucher         | Conny Kissling   |
| Acroski H | Hermann Reitberger  | Lane Spina         | Rune Kristiansen |